# Lonchotus endroedii
Lonchotus endroedii är en skalbaggsart som beskrevs av Roger Paul Dechambre 1986. Lonchotus endroedii ingår i släktet Lonchotus och familjen Dynastidae. Inga underarter finns listade i Catalogue of Life.